# Hummelliften

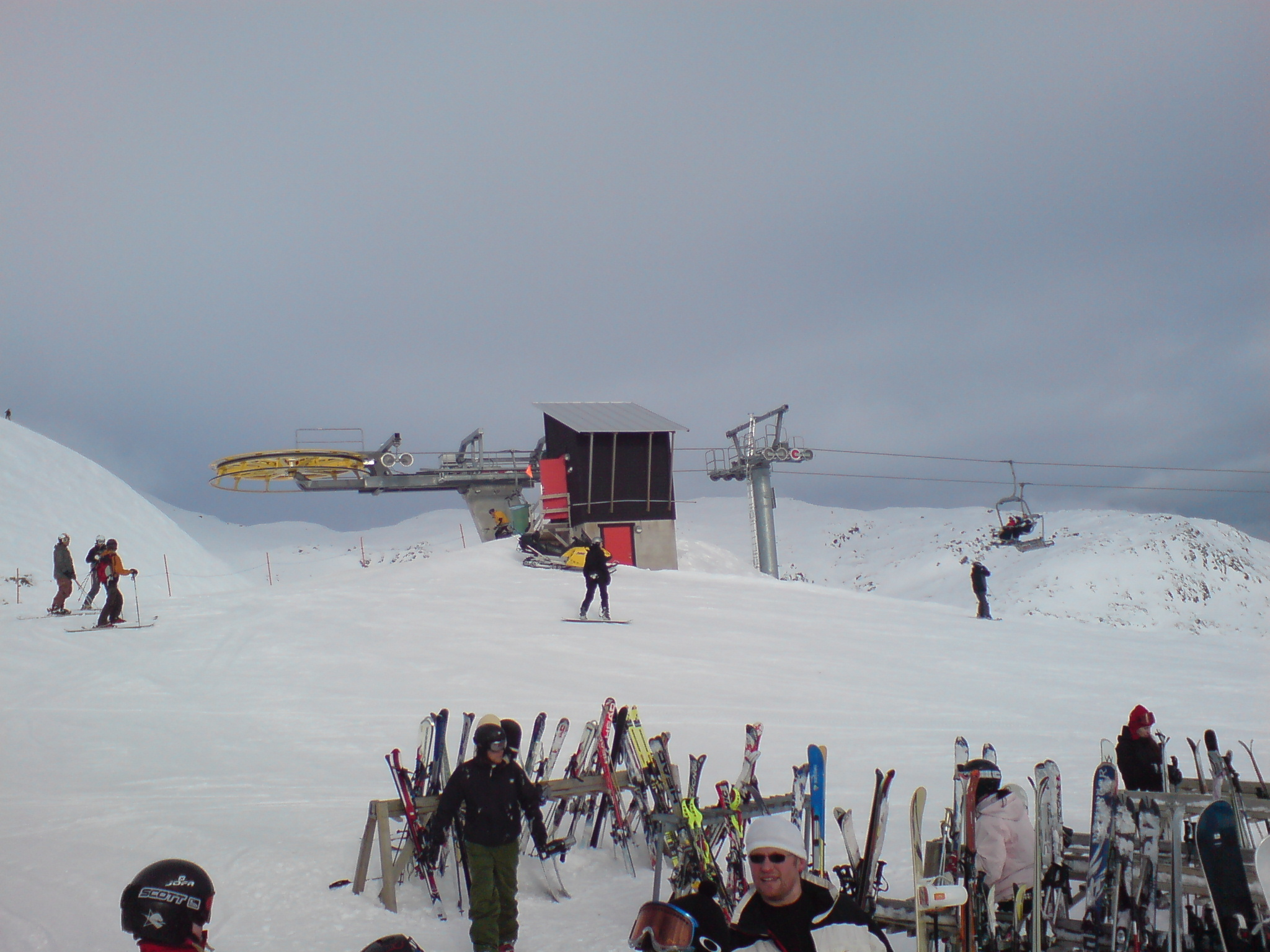
Hummelliftens bergstation på Mörvikshummeln, 891 m ö.h.

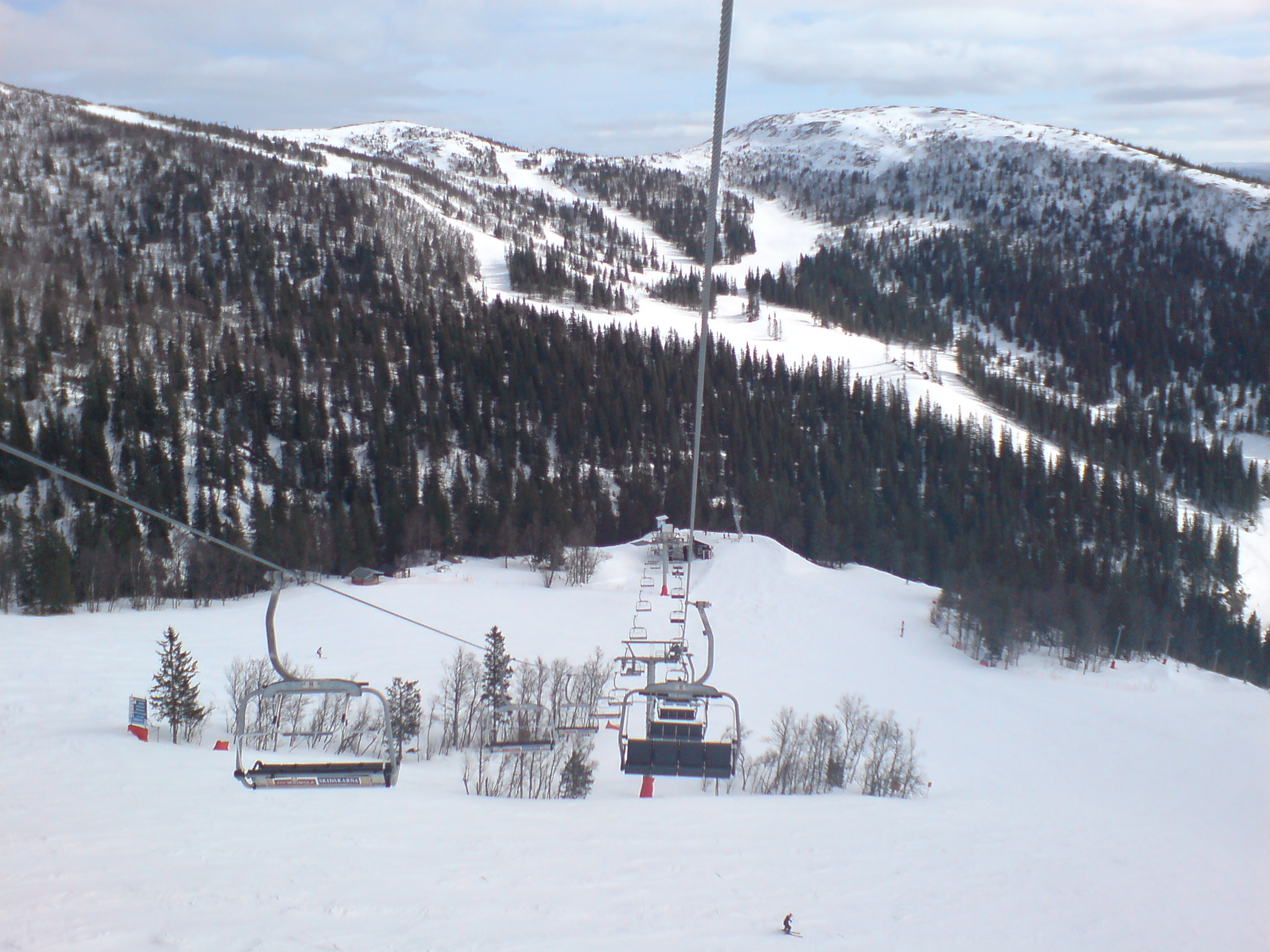
Vy mot dalstationen, från närheten av stolpen som korsar Hummelliften och VM6:an.

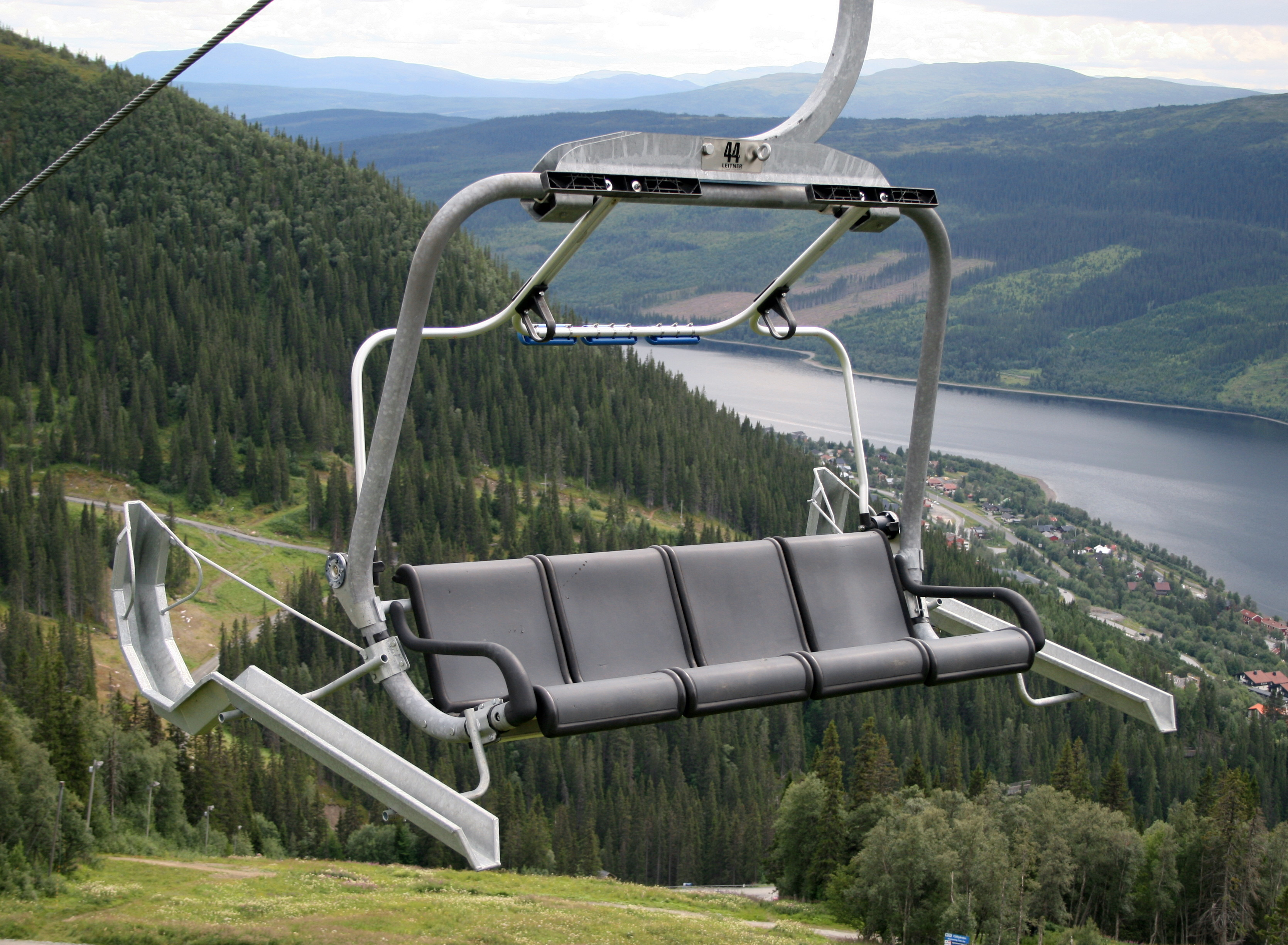
Under somrarna 2005–2023 fanns sådana cykel-baljor monterade på Hummelliftens och VM6:ans stolar, som kunde trasnsportera två cyklister/cyklar per stol.

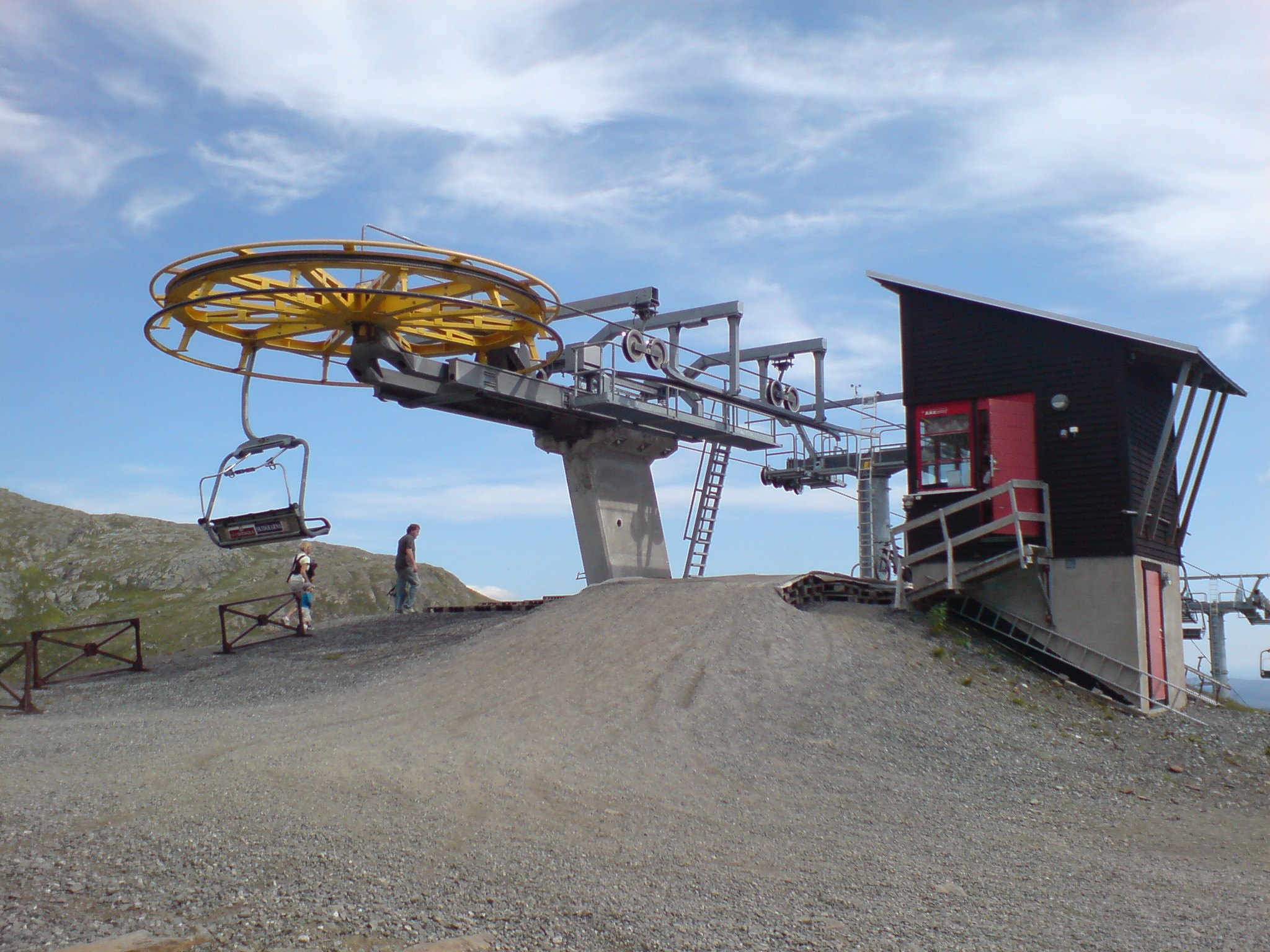
Bergstationen på sommaren.

(Nya) Hummelliften är en fast fyrstolslift i Åres centrala liftsystem.
Liften byggdes år 2002, i samband med en större nybyggnation av centrala skidområdet, och tillverkades av Leitner Ropeways. Den ersatte ankarliften Turistliften och tvåstolsliften (gamla) Hummelliften, med sträckning från den forna Turistliftens dal och upp på Åreskutans förtopp Mörvikshummeln. Hummelliften är ansluten till sexstolsliften VM6:an, och ungefär på Hummelliftens mittdel vid VM6:ans topp korsas de båda liftarna på en stor specialbyggd liftstolpe (Hummelliften har den övre passagen) som är ett av få sådana exemplar i världen. Hummelliftens påstig är under vinterdrift utrustat med ett rullband, för att underlätta ombordstigning. Hummelliften hade inledningsvis 41 stolar (och kapaciteten angavs då till max 1 200 personer i timmen), men fick inom kort utökat antal till dagens 55.
Under somrarna 2005–2023 användes Hummelliften tillsammans med VM6:an för att transportera mountainbikecyklister i Åre Bike Park, genom att liftstolarna då försågs med cykelhållare.
Intill Hummelliftens bergstation är värdshuset/backrestaurangen Hummelstugan belägen, som byggdes 1954 i samband med den historiska korgliften Fjällgårds- och Hummelliften till Alpina VM. (Den triangelvinklade ankarliften Turistliften från 1974 hade i sin tur ersatt en så kallad polettlift – pendlande släplift – från kring VM 1954-tiden. Med Turistliften tillkom även knappliften Elitliften, dragen längsmed backen Tvättbrädan, som 1985 förflyttades till Rödkullen och är nuvarande Orreliften/Lillröda.)

## Teknisk data
- Längd: 662 m
- Max hastighet: 2,7 m/s (halvfart sommardrift)
- Max kapacitet: 1 600 pers/tim
- Antal stolar: 55 st
- Fallhöjd: 218 m
- Antal stolpar: 8 st
- Driveffekt: 153 kW